# Europäisches Olympisches Winter-Jugendfestival 2023/Shorttrack
Beim Europäischen Olympischen Winter-Jugendfestival 2023 wurden sieben Wettbewerbe im Shorttrack im Palaghiaccio Claudio Vuerich in Pontebba ausgetragen.

## Bilanz

### Medaillenspiegel
| Platz  | Land        | Gold | Silber | Bronze | Gesamt |
| ------ | ----------- | ---- | ------ | ------ | ------ |
| 1      | Ungarn      | 5    | 1      | 1      | 6      |
| 2      | Polen       | 1    | 3      | 4      | 8      |
| 3      | Lettland    | 1    | 1      | –      | 2      |
| 4      | Norwegen    | –    | 1      | –      | 1      |
| 4      | Serbien     | –    | 1      | –      | 1      |
| 6      | Frankreich  | –    | –      | 1      | 1      |
| 6      | Niederlande | –    | –      | 1      | 1      |
| Gesamt | Gesamt      | 7    | 7      | 7      | 12     |

### Medaillengewinner
Jungen
| Disziplin | Gold                   | Silber                 | Bronze             |
| --------- | ---------------------- | ---------------------- | ------------------ |
| 500 m     | Linards Reinis Laizāns | Luka Jašić             | Dominik Palenceusz |
| 1000 m    | Dominik Major          | Linards Reinis Laizāns | Franck Tekam       |
| 1500 m    | Dominik Major          | Miika Klevstuen        | Dominik Palenceusz |

Mädchen
| Disziplin | Gold          | Silber           | Bronze           |
| --------- | ------------- | ---------------- | ---------------- |
| 500 m     | Luca Haltrich | Dóra Szigeti     | Hanna Mazur      |
| 1000 m    | Dóra Szigeti  | Hanna Mazur      | Kornelia Woźniak |
| 1500 m    | Hanna Mazur   | Kornelia Woźniak | Dóra Szigeti     |

Mixed
| Disziplin   | Gold                                                        | Silber                                                               | Bronze                                                              |
| ----------- | ----------------------------------------------------------- | -------------------------------------------------------------------- | ------------------------------------------------------------------- |
| Teamstaffel | UngarnLuca Haltrich Dóra Szigeti Zalán Jancsó Dominik Major | PolenHanna Mazur Kornelia Woźniak Krzysztof Madry Dominik Palenceusz | NiederlandeSophie Nijboer Pom Straathof Jonas de Jong Nick Endeveld |